# Cooperativa Árvore

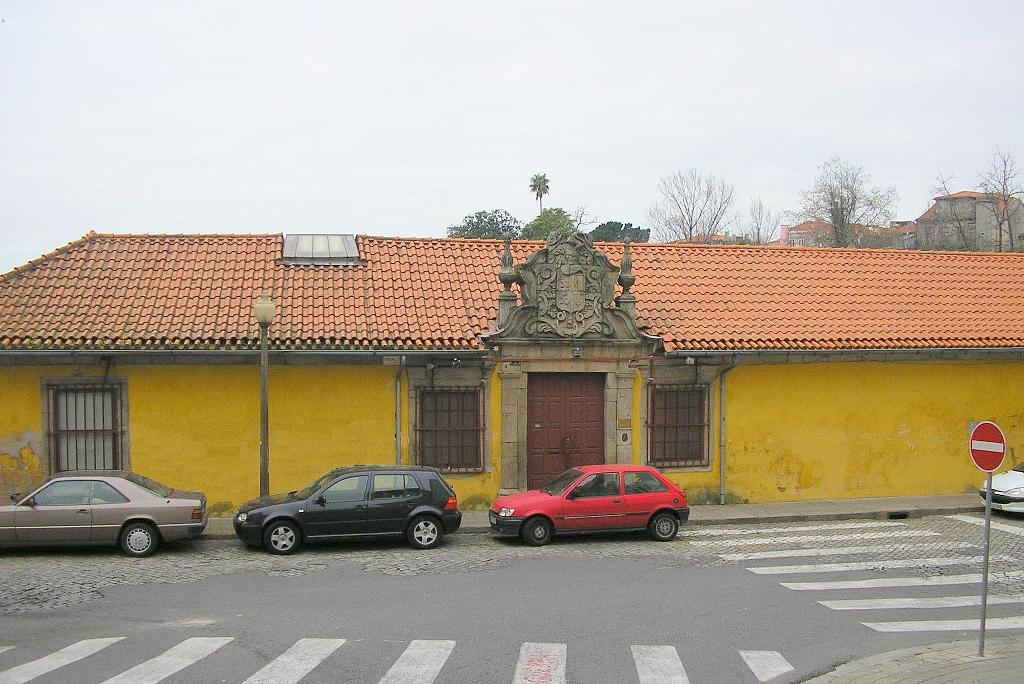
Casa dos Albuquerques, onde está instalada a Cooperativa Árvore, no Porto.

A Cooperativa Árvore MHIH (ou  Árvore - Cooperativa de Actividades Artísticas, C.R.L.) é uma cooperativa cultural situada na cidade do Porto, em Portugal.
Foi fundada em 1963 por um grupo de artistas, escritores, arquitetos e intelectuais da cidade, liderados pelo escultor José Rodrigues. A sua sede situa-se na Casa dos Albuquerques.
O pintor José Emídio é, desde 2018, o presidente do Conselho de Administração da Cooperativa Árvore.
Em 2025, mercê da atividade desenvolvida pela Cooperativa Árvore, a Casa das Virtudes passou a estar integrada na rota "Arte e Arquitetura Contemporânea a Norte", iniciativa conjunta da Comissão de Coordenação e Desenvolvimento Regional do Norte e da Entidade Regional de Turismo do Porto e Norte.

## Homenagens
- A 10 de Junho de 1992, a Cooperativa Árvore foi feita Membro-Honorário da Ordem do Infante D. Henrique.[4]